# Cervello di Albert Einstein

Immagini inedite del cervello di Albert Einstein pubblicate in uno studio del 2012. Il cervello di Einstein fu preservato dopo la sua morte nel 1955, ma questo fatto non venne rivelato fino al 1978.

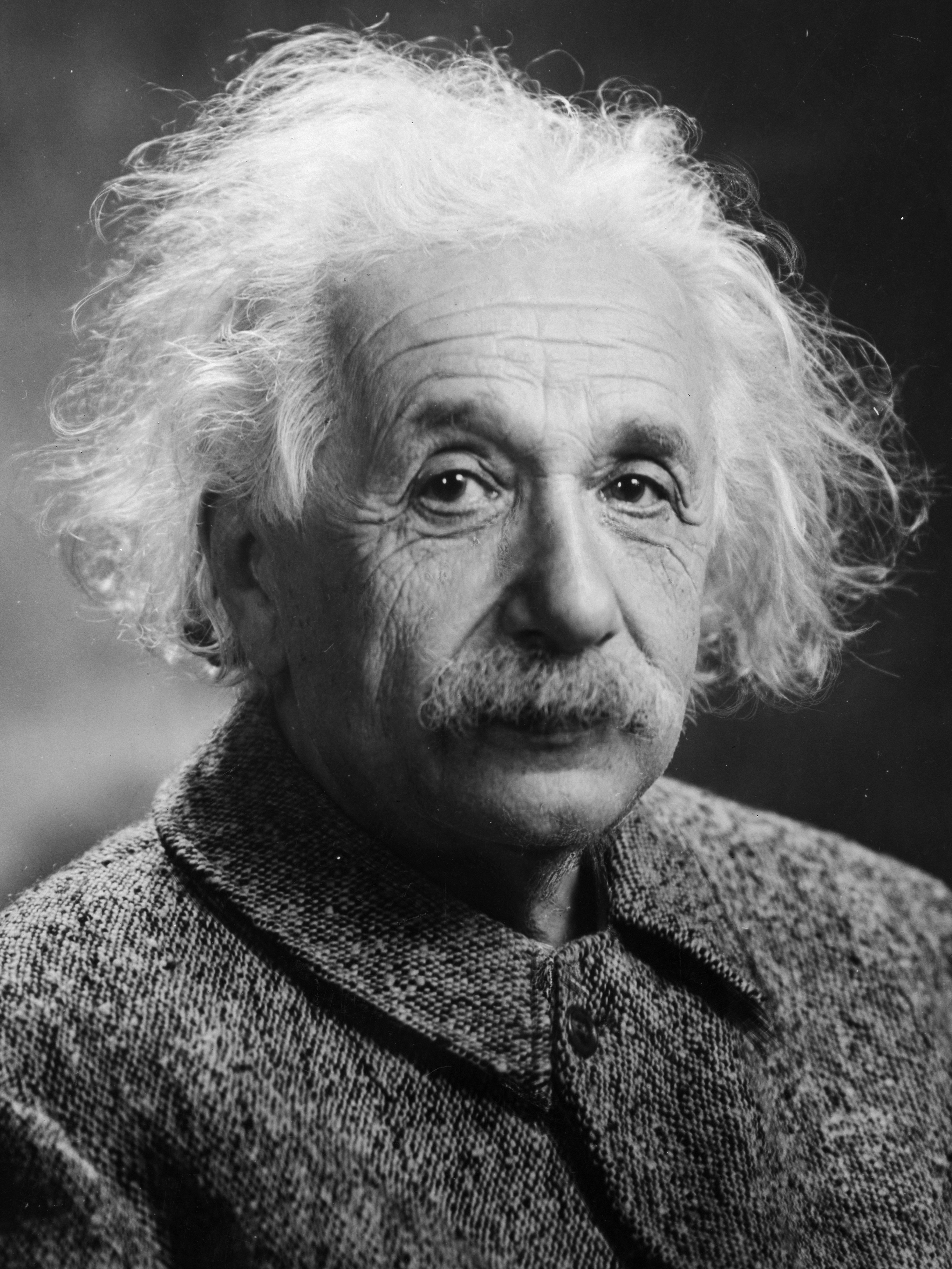
Albert Einstein

Il cervello di Albert Einstein, che venne rimosso entro le prime sette ore e mezzo dalla morte di Albert Einstein, è stato oggetto di molte ricerche e speculazioni. Le sue apparenti regolarità o irregolarità sono state utilizzate per supportare varie ipotesi di correlazione della neuroanatomia con l'intelligenza generale o matematica. Gli studi hanno mostrato un aumento del numero di cellule gliali nel cervello di Einstein.

## Preparazione e conservazione
L'autopsia di Einstein fu condotta nel laboratorio di Thomas Stoltz Harvey. Poco dopo la morte del grande scienziato nel 1955, Harvey ne rimosse e pesò il cervello che risultò essere di 1230 g, quindi lo portò in un laboratorio dell'Università della Pennsylvania. 
Egli sperava che la citoarchitettura, lo studio delle cellule cerebrali al microscopio, avrebbe rivelato informazioni utili. Harvey iniettò formalina al 50% attraverso le arterie carotidi interne e successivamente depose il cervello intatto in una soluzione al 10% di formalina, quindi ne scattò fotografie da molte angolazioni.
Dopo queste operazioni, Harvey sezionò il cervello in circa 240 blocchi (ciascuno di circa 1 cm³) e li racchiuse in un materiale plastico chiamato collodio. Alcuni di questi li tenne per sé mentre altri furono consegnati ad autorevoli patologi.
Oltre a questo, Harvey asportò gli occhi di Einstein e li diede a Henry Abrams, l'oftalmologo dello scienziato.
Se il cervello di Einstein sia stato preservato o meno con il suo previo consenso è oggetto di controversia. Nella biografia di Einstein del 1979 Ronald Clark afferma che egli "aveva insistito affinché il suo cervello fosse usato per la ricerca scientifica e che lui venisse cremato". Ricerche più recenti hanno invece suggerito che il cervello fosse stato rimosso e conservato senza il permesso di Einstein o dei suoi parenti stretti. Hans Albert Einstein, il figlio maggiore del fisico, approvò la rimozione solamente dopo che questa era già stata eseguita. Tuttavia, ribadì con insistenza il fatto che il cervello di suo padre avrebbe dovuto essere utilizzato solo per ricerche da pubblicare su riviste scientifiche di alto livello.
Nel 1978, il cervello di Einstein fu riscoperto in possesso di Harvey dal giornalista Steven Levy. Le sue sezioni erano state conservate in alcool in due grandi barattoli di vetro all'interno di una scatola di sidro per oltre 20 anni.
Il cervello è stato trasportato per molti stati degli Stati Uniti e ad Hamilton, Ontario, accompagnato da Harvey. Un giornalista e autista, Michael Paterniti, ha scritto di alcuni dei viaggi che hanno avuto luogo nel 1997.
Nel 2010, gli eredi di Harvey hanno trasferito tutte le sue proprietà che costituiscono i resti del cervello di Einstein al National Museum of Health and Medicine. Ciò includeva 14 fotografie del cervello intero (prima di essere diviso in frammenti), mai rivelate al pubblico prima.
Più recentemente, 46 piccole porzioni del cervello di Einstein sono state acquisite dal Mütter Museum di Filadelfia. Nel 2013, segmenti del cervello sono stati esposti nelle gallerie permanenti del museo, sotto forma di sottili fette montate su vetrini da microscopio.

## Studi scientifici

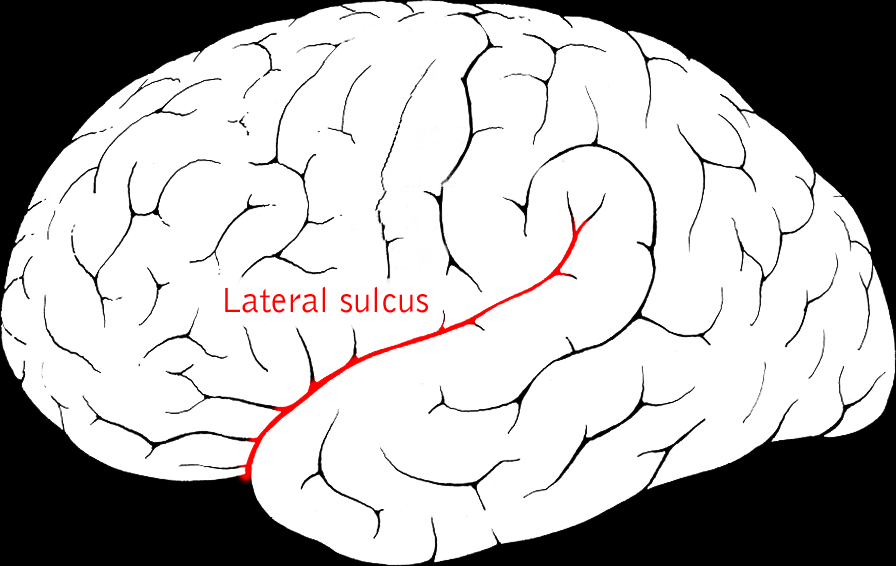
Il solco laterale (fessura silviana) in un cervello normale. Nel cervello di Einstein, questo era troncato.

### Autopsia
Harvey riferì che Einstein non aveva l'opercolo parietale in nessuno dei due emisferi, ma questa scoperta venne contestata.
Le fotografie del cervello mostrano una fessura silviana (o solco laterale) allargata. 

### Studio delle cellule gliali
Negli anni '80, la professoressa dell'Università della California - Berkeley, Marian Diamond, ricevette da Thomas Harvey quattro sezioni delle regioni di associazione corticale dei lobuli parietali superiori e prefrontale inferiore degli emisferi destro e sinistro del cervello di Einstein. Nel 1984, Marian Diamond e i suoi soci furono i primi in assoluto a pubblicare una ricerca sul cervello di Albert Einstein; hanno confrontato il rapporto delle cellule gliali nel cervello di Einstein con quello dei cervelli conservati di altri 11 maschi: le cellule gliali forniscono supporto e nutrimento al cervello, formano la mielina e partecipano alla trasmissione del segnale come altra componente integrale del cervello, oltre ai neuroni.
Il laboratorio della dottoressa Diamond ha realizzato sezioni sottili del cervello di Einstein, ciascuna spessa 6 micrometri, ed hanno quindi usato un microscopio per contare le cellule. Il cervello di Einstein aveva più cellule gliali rispetto ai neuroni in tutte le aree studiate, ma solo nell'area parietale inferiore sinistra la differenza era statisticamente significativa. Quest'area fa parte della corteccia associativa, regioni del cervello responsabili dell'incorporazione e della sintesi delle informazioni provenienti da molte altre regioni del cervello. Un ambiente stimolante può aumentare la proporzione di cellule gliali e l'alto rapporto potrebbe derivare dalla vita di Einstein, che si applicava allo studio di stimolanti problemi scientifici.
La limitazione che Diamond ammette nel suo studio è che aveva un solo Einstein da confrontare con 11 cervelli di individui con intelligenza normale. Sachi Sri Kantha dell'Osaka Bioscience Institute ha criticato lo studio di Diamond, così come Terence Hines della Pace University.
Altre considerazioni relative allo studio di Diamond sottolineano che le cellule gliali continuano a dividersi man mano che una persona invecchia e, sebbene il cervello di Einstein avesse 76 anni, è stato confrontato con cervelli che avevano una media di 64 anni (undici cervelli maschili, 47-80 anni). Diamond nel suo studio fondamentale On the brain of a scientist: Albert Einstein evidenziò che gli 11 individui maschi i cui cervelli erano stati utilizzati come controllo, erano morti per malattie non neurologicamente correlate. Ha anche osservato che «l'età cronologica non è necessariamente un indicatore utile per misurare i sistemi biologici. Anche i fattori ambientali giocano un ruolo importante nel modificare le condizioni dell'organismo. Uno dei principali problemi nel trattare con esemplari umani è che non provengono da ambienti controllati».

### Studio della fessura silviana
Nel 1999, ulteriori analisi condotte da un team della McMaster University di Hamilton, Ontario, rivelarono che la regione dell'opercolo parietale nella circonvoluzione frontale inferiore del lobo frontale del cervello era assente. Inoltre mancava parte della regione confinante chiamata solco laterale. I ricercatori della McMaster University ipotizzarono che la lacuna venutasi a creare potrebbe aver consentito ai neuroni di questa parte del suo cervello di comunicare meglio. «Questa insolita anatomia del cervello [la parte mancante della fessura silviana] potrebbe spiegare perché Einstein pensava in quel modo», ha detto la professoressa Sandra Witelson che ha guidato la ricerca pubblicata su The Lancet. Questo studio si basava su fotografie dell'intero cervello fatte durante l'autopsia nel 1955 da Harvey e non su un esame diretto dell'organo medesimo. Lo stesso Einstein affermava di pensare visivamente piuttosto che verbalmente. La professoressa Laurie Hall dell'Università di Cambridge, commentando lo studio, ha dichiarato: «Dire che esista una correlazione stretta è, per il momento, un traguardo troppo lontano, e questa ipotesi non è dimostrata. Ma la risonanza magnetica e altre nuove tecnologie ci permettono di iniziare a cercare una risposta a queste domande».

### Studio sull'ippocampo
La dottoressa Dahlia Zaidel dell'Università della California - Los Angeles, nel 2001 ha esaminato due sezioni del cervello di Albert Einstein contenenti l'ippocampo (una struttura cerebrale sottocorticale che svolge un ruolo importante nell'apprendimento e nella memoria). I neuroni sul lato sinistro dell'ippocampo sono risultati significativamente più grandi di quelli sul destro, e, se confrontati con normali porzioni di cervello della stessa area nella gente comune, c'era solo un'asimmetria minima e incoerente in quest'area. 
«I neuroni più grandi nell'ippocampo sinistro - ha osservato Zaidel - implicano che il cervello sinistro di Einstein potrebbe aver avuto connessioni di cellule nervose più forti tra l'ippocampo e un'altra parte del cervello chiamata neocorteccia rispetto a quello destro. La neocorteccia è il luogo in cui ha origine il pensiero dettagliato, logico, analitico e innovativo».

### Studio sul corpo calloso
Uno studio pubblicato sulla rivista Brain nel settembre 2013 ha analizzato il corpo calloso (il più grande fascio di fibre del cervello che collega i due emisferi cerebrali e facilita la comunicazione interemisferica) di Einstein utilizzando una nuova tecnica che ha consentito una misurazione a risoluzione più elevata del spessore della fibra. Il corpo calloso di Einstein è stato confrontato con due gruppi campione: 15 cervelli di persone anziane e 52 cervelli di persone di 26 anni. Einstein infatti aveva 26 anni nel 1905, il suo “annus mirabilis”. I risultati mostrano che Einstein aveva connessioni più estese tra alcune parti dei suoi emisferi cerebrali rispetto ai cervelli del gruppo di controllo sia più giovani che più anziani.

### Studi sulle fotografie recuperate
In uno studio pubblicato il 16 novembre 2012 sulla rivista Brain Dean Falk, antropologo evoluzionista presso l'Università statale della Florida, analizzando 14 fotografie scoperte di recente, ha così descritto il cervello: «Sebbene le dimensioni complessive e la forma asimmetrica del cervello di Einstein fossero normali, le cortecce temporali e occipitali erano straordinarie»
C'era una quarta cresta (oltre le tre delle persone normali) nel lobo medio-frontale di Einstein, coinvolta nella pianificazione e nella memoria di lavoro. I lobi parietali erano marcatamente asimmetrici e una caratteristica nella corteccia motoria primaria di Einstein potrebbe essere stata associata alla sua abilità musicale.
Un altro studio condotto dal Dipartimento di Fisica dell'Università normale della Cina orientale con sede a Shanghai, pubblicato sulla rivista Brain il 24 settembre 2013, ha mostrato una nuova tecnica per condurre lo studio, il primo a dettagliare il corpo calloso di Einstein. Il corpo calloso di Einstein era più spesso di quelli dei gruppi di controllo, forse indicando una migliore cooperazione tra gli emisferi. Gli scienziati attualmente non possono dire fino a che punto le caratteristiche insolite di cui sopra fossero innate o fino a che punto fossero dovute al fatto che Einstein dedicò la sua vita al pensiero superiore.

## Critiche
I risultati degli studi pubblicati potrebbero essere stati influenzati dal bias di pubblicazione, il che significa che i risultati che mostrano differenze tra il cervello di Einstein e altri cervelli tendono a essere pubblicati mentre quelli che mostrano che, per molti aspetti, il cervello di Einstein non era diverso dagli altri cervelli, tendono a essere trascurati. I ricercatori sapevano quale cervello era di Einstein e quali erano i cervelli utilizzati per il confronto, consentendo possibili pregiudizi consci o inconsci e impedendo la ricerca imparziale.
Il neurologo Terence Hines della Pace University è fortemente critico nei confronti degli studi e ha affermato che sono viziati. Hines sostiene che tutti i cervelli umani sono unici e diversi dagli altri, in un certo senso. Pertanto, supporre che caratteristiche uniche nel cervello di Einstein fossero collegate al suo genio, secondo Hines, va oltre l'evidenza scientifica. Sostiene inoltre che la correlazione di caratteristiche cerebrali insolite con qualsiasi caratteristica richiede lo studio di molti cervelli con quelle caratteristiche e afferma che esaminare il cervello di numerosi scienziati di grande livello sarebbe una ricerca migliore che indagare sul cervello di solo uno o due geni.

## Cervelli di altri geni
Conservare il cervello dei geni non era una pratica inconsueta: un altro cervello conservato e discusso in modo simile era quello del matematico tedesco Carl Friedrich Gauss quasi cento anni prima. Il suo cervello venne studiato da Rudolf Wagner che misurò il suo peso risultando di 1492 g e l'area pari a 219588 millimetri quadrati. Vennero scoperte anche circonvoluzioni altamente sviluppate, fatto suggerito come spiegazione del suo genio. Altri cervelli che sono stati asportati e studiati includono quelli di Vladimir Lenin, della matematica Sof'ja Kovalevskaja, e del nativo americano Ishi. Il cervello di Edward H. Rulloff, noto filologo e criminale serial killer, soprannominato The Genius Killer (il genio assassino), fu rimosso dopo la sua morte nel 1871; nel 1972 era ancora il secondo cervello umano più grande mai documentato, con un volume di 1673 cm³. Il cervello più grande documentato appartenne allo scrittore e drammaturgo russo Ivan Turgenev, con un peso di 2021 g.